# Кхаре Баснет
Кхарга Бенджамін Баснет або просто Кхаре Баснет (нар. 28 лютого 1956) — бутанський футболіст та тренер.

## Кар'єра гравця
Виступав на батьківщині, грав за збірну Бутану на Південноазійських іграх 1987 року, де відзначився 2-а голами у воротах Непалу.

## Кар'єра тренера та футбольного функціонера
Працював на різноманітних посадах у Багнгладеській футбольній асоціації, у тому числі й генеральним секретарем.
У 2002 році, після переможного матчу Бутану проти Монтсеррата (4:0), Баснет вирішив повернутися на батьківщину. Розпочав працювати у Федерації футболу Бутану, а згодом очолив національну збірну Бутану. Під його керівництвом Бутан здобув ще одну велику перемогу, 6:0, над Гуамом у 2003 році, яка стала найбільшою в історії національної команди. Тренував збірну Бутану до 2008 року. Після цього працював генеральним секретарем Федерації футболу Батану.
На даний час припинив роботу в Федерації футболу Бутану.

## Статистика

### Голи за збірну
| 1.                      | 23 листопада 1987 | Колката, Індія | Непал | 6–2 | Поразка | Південноазійські ігри 1987 |
| 2.                      | 23 листопада 1987 | Колката, Індія | Непал | 6–2 | Поразка | Південноазійські ігри 1987 |
| Станом на 21 липня 2013 |                   |                |       |     |         |                            |